# Österreichische Hallen-Staatsmeisterschaften in der Leichtathletik 2022
Die Österreichischen Leichtathletik-Staatsmeisterschaften 2022 wurden vom 26. bis zum 27. Februar in der TipsArena in der oberösterreichischen Landeshauptstadt Linz zeitgleich mit den U18-Staatsmeisterschaften ausgetragen. Die Mehrkampfbewerbe wurden bereits am 12. und 13. Februar ebenfalls in Linz ausgetragen.

## Medaillengewinner

### Männer
| Disziplin         | Gold                                                                    | Leistung       | Silber                                                                     | Leistung       | Bronze                                                                            | Leistung       |
| ----------------- | ----------------------------------------------------------------------- | -------------- | -------------------------------------------------------------------------- | -------------- | --------------------------------------------------------------------------------- | -------------- |
| 60 m              | Markus Fuchs                                                            | 6,64 s SB      | Andreas Meyer                                                              | 6,85 s =PB     | Alexander Penzenstadler                                                           | 6,89 s         |
| 200 m             | Andreas Meyer                                                           | 22,23 s SB     | Noel Waroschitz                                                            | 22,29 s PB     | Felix Einramhof                                                                   | 22,42 s        |
| 400 m             | Niklas Strohmayer-Dangl                                                 | 48,90 s PB     | Felix Einramhof                                                            | 49,22 s SB     | Florian Herbst                                                                    | 49,24 s SB     |
| 800 m             | Morgan Schusser                                                         | 1:55,28 min    | Samuel Lengauer                                                            | 1:55,29 min    | Paul Stüger                                                                       | 1:56,32 min PB |
| 1500 m            | Marcel Tobler                                                           | 3:53,30 min SB | Morgan Schusser                                                            | 3:56,43 min SB | Janik Schusser                                                                    | 3:56,56 min PB |
| 3000 m            | Paul Scheucher                                                          | 8:08,27 min PB | Sebastian Frey                                                             | 8:08,66 min PB | Marcel Tobler                                                                     | 8:13,37 min PB |
| 60 m Hürden       | Dominik Distelberger                                                    | 8,04 s SB      | Jan Mitsche                                                                | 8,15 s PB      | Lorenz Ursprunger                                                                 | 8,49 s         |
| 4 × 200 m Staffel | DSG Wien Leander Burtscher Markus Kornfeld Jan Mitsche Lukas Weilharter | 1:29,11 min    | TGW Zehnkampf-Union Moritz Hummer Matthias Lasch Samuel Lengauer Leo Lasch | 1:30,70 min    | SVS-Leichtathletik Philipp Herzog Elias Lachkovics David Markovic Felix Einramhof | 1:30,87 min    |
| Hochsprung        | Lionel Afan Strasser                                                    | 2,18 m =PB     | Andreas Steinmetz                                                          | 2,14 m         | Ben Henkes                                                                        | 2,10 m SB      |
| Stabhochsprung    | Riccardo Klotz                                                          | 5,30 m         | Alexander Auer                                                             | 5,15 m NU20R   | Leon Glavas Oliver Latzelsberger                                                  | 4,65 m         |
| Weitsprung        | Samuel Szihn                                                            | 7,39 m SB      | Oluwatosin Ayodeji                                                         | 7,17 m         | Noel Waroschitz                                                                   | 6,91 m SB      |
| Dreisprung        | Endiorass Kingley                                                       | 14,85 m        | Philipp Kronsteiner                                                        | 14,65 m SB     |                                                                                   |                |
| Kugelstoßen       | Will Dibo                                                               | 16,26 m        | Jan Mitsche                                                                | 15,16 m PB     | Heimo Kaspar                                                                      | 14,65 m SB     |
| Siebenkampf       | Dominik Distelberger                                                    | 5385 Punkte    | Moritz Hummer                                                              | 4943 Punkte    | Konstantin Beiser                                                                 | 4899 Punkte PB |

### Frauen
| Disziplin         | Gold                                                                         | Leistung       | Silber                                                                        | Leistung       | Bronze                                                                   | Leistung       |
| ----------------- | ---------------------------------------------------------------------------- | -------------- | ----------------------------------------------------------------------------- | -------------- | ------------------------------------------------------------------------ | -------------- |
| 60 m              | Magdalena Lindner                                                            | 7,42 s SB      | Karin Strametz                                                                | 7,45 s PB      | Chiara-Belinda Schuler                                                   | 7,64 s         |
| 200 m             | Susanne Walli                                                                | 23,93 s SB     | Magdalena Lindner                                                             | 24,20 s SB     | Lena Pressler                                                            | 24,30 s PB     |
| 400 m             | Susanne Walli                                                                | 53,46 s SB     | Lena Pressler                                                                 | 54,74 s PB     | Caroline Bredlinger                                                      | 56,09 s PB     |
| 800 m             | Caroline Bredlinger                                                          | 2:10,61 min    | Anna Koch                                                                     | 2:17,07 min PB | Lisa Posch                                                               | 2:17,41 min PB |
| 1500 m            | Carina Schrempf                                                              | 4:32,39 min    | Sandra Schauer                                                                | 4:34,13 min PB | Agnes Danner                                                             | 4:39,41 min PB |
| 3000 m            | Carina Reicht                                                                | 9:44,97 min SB | Sandra Schauer                                                                | 9:45,35 min PB | Sandrina Illes                                                           | 9:48,87 min SB |
| 60 m Hürden       | Karin Strametz                                                               | 8,23 s         | Johanna Plank                                                                 | 8,43 s PB      | Lena Lackner                                                             | 8,51 s PB      |
| 4 × 200 m Staffel | TGW Zehnkampf-Union Johanna Plank Susanne Walli Catina Jo Ahrer Sarah Lagger | 1:41,08 min    | UNION St. Pölten Magdalena Lindner Lena Pressler Isabelle Edlinger Moyo Bardi | 1:41,37 min    | ATSV Linz Patricia Brunninger Lena Lackner Sophie Kreiner Ashley Boateng | 1:43,78 min    |
| Hochsprung        | Sarah Lagger                                                                 | 1,77 m         | Lea Germey                                                                    | 1,71 m SB      | Anja Dlauhy                                                              | 1,71 m SB      |
| Stabhochsprung    | Katrin Preiner                                                               | 3,60 m         | Magdalena Rauter                                                              | 3,60 m         | Darja Novak                                                              | 3,40 m         |
| Weitsprung        | Verena Mayr                                                                  | 6,04 m SB      | Lena Lackner                                                                  | 5,97 m PB      | Chiara-Belinda Schuler                                                   | 5,95 m SB      |
| Dreisprung        | Jana Schnabel                                                                | 12,43 m SB     | Viktoria Straczek-Helios                                                      | 12,41 m        | Celina Aishata Fatty                                                     | 11,43 m SB     |
| Kugelstoßen       | Christina Scheffauer                                                         | 14,44 m SB     | Sarah Lagger                                                                  | 14,42 m SB     | Verena Mayr                                                              | 14,18 m SB     |
| Fünfkampf         | Sarah Lagger                                                                 | 4468 Punkte PB | Verena Mayr                                                                   | 4433 Punkte SB | Chiara-Belinda Schuler                                                   | 4021 Punkte PB |